# Karabaix (Tatarstan)
|  | Per a altres significats, vegeu «Karabaix (Txeliàbinsk)». |

Karabaix - Карабаш (rus) és un possiólok de la República del Tatarstan, a Rússia. És a 27 km al nord-oest de Bugulmà, a la confluència dels rius Zai i Stepnoi Zai.